# Сид Шарис
Сид Шарис (енгл. Cyd Charisse; Амарило, 8. март 1922 – June 17, 2008) америчка је глумица и плесачица.
Након што се у детињству опоравила од дечије парализе и студирала балет, Шарис је ушла у свет филмова током 1940-их. Њене улоге су обично представљале њене способности као плесачице, а била је у пару са Фредом Астером и Џином Келијем; њени филмови су Певање на киши (1952), The Band Wagon (1953), Brigadoon са Џином Келијем и Ван Џонсоном (1954) и Свилене чарапе (1957). Она је престала је да игра у филмовима током касних 1950-их, али је наставила да глуми на филму и телевизији, а 1991. је дебитовала на Бродвеју. У каснијим годинама, говорила је о историји холивудског мјузикла у документарним филмовима и била је представљена у That's Entertainment! III 1994. године. Одликована је Националном медаљом за уметност и хуманистичке науке 2006. године.

## Младост
Сид Шарис је рођена као Тула Елис Финкли у Амарилу, Тексас, као ћерка Леле (рођене Норвуд) и Ернеста Еноса Финклеа, старијег, који је био златар. Њен надимак „Сид“ је преузет од њеног старијег брата Ернеста Е. Финклија јр, који је покушао да каже „Сис“. Артур Фрид му је касније дао правопис „Сид“.
Она је била је болешљива девојка која је почела да учи плес са шест да би изградила снагу након напада дечје парализе. Са 12 је студирала балет у Лос Анђелесу код Адолфа Болма и Брониславе Нижинске, а са 14 је била на аудицији и потом играла у Балету Русе де Монте-Карло као „Фелија Сидерова“ и касније „Марија Истомина“. Она је образована у Холивудској професионалној школи.
Током европске турнеје, поново се сусрела са Ником Чарисом, младим плесачем са којим је неко време студирала у Лос Анђелесу. Венчали су се у Паризу 1939. године и добили сина Никија, рођеног 1942. године.

## Каријера

### Рани филмови
Појавила се без придатих заслуга у неким филмовима попут Escort Girl (1941) и била је у кратком филму за Варнер Брос, The Gay Parisian (1942).
Избијање Другог светског рата довело је до распада балетске компаније, а када се Шарис вратила у Лос Анђелес, Дејвид Личин јој је понудио плесну улогу у филму Грегорија Ратофа Something to Shout About (1943) на Колумбији. Ово јој је привукло пажњу кореографа Роберта Алтона — који је такође открио Џина Келија — и убрзо се придружила Фридовој групи у Метро-Голдвин-Мајеру, где је постала резидентна балерина МГМ-а.

### Ране улоге у МГМ-у
Шарис је имала неке неакредитоване наступе у Мисији у Москви (1943) (као балетска играчица) и Хиљаде поклика (1943). Њу су позајмили Ворнерсу за улогу у филму In Our Time (1944), где је играла балерину.
Шарис је била балерина у Ziegfeld Follies (произведеном 1944, и објављеном 1946.), плесала је са Фредом Астером. Повратне информације су биле позитивне и Шарис је добила свој први говорни део подржавајући Џуди Гарланд у филму The Harvey Girls из 1946. године.
Томе су следиле Три мудре будале (1946) и плесала је са Гавером Чемпионом на „Smoke Gets in Your Eyes” у Till the Clouds Roll By (1946). Имала је и споредну улогу у мјузиклу Естер Вилијамс Фијеста (1947).

### Растућа слава
Шарис је била друга наплаћена у филму Недовршени плес (1947) са Маргарет О'Брајен, али је филм пропао на благајни. Имала је добру споредну улогу у На острву с тобом (1948) са Вилијамсом и плесала у The Kissing Bandit (1948). Имала је споредну улогу у Words and Music (1948).
Шарис је добила још једну прилику у „Б” филму, Tension (1950), где је била трећа по плаћености, али је то остварење било разочаравајуће на благајнама. Била је пета по плаћености на престижном East Side, West Side (1949) и позајмио ју је Универсал да игра главну женску улогу у The Mark of the Renegade (1951).
Вративши се у МГМ Шарис је била главна дама у филму Дивљи север (1951) са Стјуартом Грејнџером, што је био велики хит. Пошто Деби Рејнолдс није била обучена плесачица, Кели је одабрао Шарис да му буде партнер у прослављеном финалу балета „Броадвај Мелоди” из филма Певање на киши (1952), који је убрзо након објављивања проглашен једним од највећих мјузикла свих времена.

### Стеларни успех
Шарис је имала значајну улогу у Сомбреру (1953), као и главну женску улогу у The Band Wagon (1953), где је плесала са Астером у хваљеним рутинама „Dancing in the Dark” и „Girl Hunt Ballet” у режији Винсента Минелија. Критичарка Полин Кејл је изјавила да „када разбацана Шарис обмота своје феноменалне ноге око Астера, може јој се опростити све, чак и њена три минута ’класичног’ балета и чињеница да чита своје реплике као да их је фонетски научила“. Филм је био још један класик, али је изгубио новац за МГМ.
Шарис је глумила у филму Easy to Love (1953), а затим је играла са Келијем у музичком филму Бригадун са шкотском тематиком (1954), у Минелијевој режији. Тај филм је био разочарење на благајни. Поново је преузела главну женску улогу (поред Кели) у његовом МГМ мјузиклу It's Always Fair Weather (1955), који је изгубио новац. Између тога, појавила се у филму Дубоко у мом срцу (1954).
Шарис је глумила са Даном Дејлијем у филму Meet Me in Las Vegas (1956), који је такође изгубио новац. Поново се придружила Астеру у филмској верзији Свилених чарапа (1957), музичком римејку Ниночке из 1939. године, а Шарис је преузела улогу Грете Гарбо. Астер је одао почаст Шарис у својој аутобиографији, називајући је „прелепим динамитом“ и написавши: „Та Сид! Када сте плесали са њом, остајете са њом.“ Филм је био добро примљен, али није остварио приход за МГМ.
У својој аутобиографији, Шарис се осврнула на своје искуство са Астером и Кели:
Као једна од неколицине девојака које су радиле са оба та плесна генија, мислим да могу да дам искрено поређење. По мом мишљењу, Кели је инвентивнији кореограф од њих двоје. Астер, уз помоћ Хермеса Пана, ствара фантастичне нумере — за себе и свог партнера. Али Кели може да створи целу нумеру за неког другог ... Мислим, међутим, да је Астерова координација боља од Келијеве ... његов осећај за ритам је необичан. Кели је, с друге стране, јачи од њих двоје. Кад те подиже, диже те! ... Да сумирам, рекла бих да су то биле две највеће плесачке личности које су икада биле на екрану. Али то је као да поредите јабуке и поморанџе. Обоје су укусни.
Шарис је имала помало необичну озбиљну глумачку улогу у Party Girl (1958), где је играла глумицу која се уплела са гангстерима и непоштеним адвокатом, иако је укључивала две плесне рутине. За МГМ је то било далеко исплативије од њених мјузикла.
Отишла је у Универзал да би играла са Роком Хадсоном у Сумраку за богове (1958).

## Филмографија
Филмови:
- Escort Girl (1941) као плесачица фламенка (некредитована)
- Something to Shout About (1943) као Лили
- Mission to Moscow (1943) као Галина Уланова – Балерина (некредитована)
- Thousands Cheer (1943) као плесачица у Дон Лопер нумери (некредитована)
- In Our Time (1944) као балерина (некредитована)
- Ziegfeld Follies (1945) као балерина ('Лепота')
- The Harvey Girls (1946) као Дебора Ендруз
- Three Wise Fools (1946) као Рена Ферчајлд
- Till the Clouds Roll By (1946) као пласна специјалност (сегмент 'Роберта')
- Fiesta (1947) као Кончита
- The Unfinished Dance (1947) као госпођица Аријан Буше
- On an Island with You (1948) као Ивон Торо
- The Kissing Bandit (1948) као плесачица
- Words and Music (1948) као Марго Грант
- East Side, West Side (1949) као Роса Сента
- Tension (1950) као Мери Ченлер
- The Mark of the Renegade (1951) као Мануелла де Васкез
- The Wild North (1952) као индијанка
- Singin' in the Rain (1952) као дугонога жена у зеленој хаљини са шљокицама и косом Луизе Брукс која заводи Џина Келија у секвенци „Бродвејска Мелодија”
- Sombrero (1953) као Лола де Торано
- The Band Wagon (1953) као Габриеле Герард
- Easy to Love (1953, камео) као девојка у плавом купаћем костиму (некредитована)
- Brigadoon (1954) као Фиона Кембел
- Deep in My Heart (1954) као извођач у 'The Desert Song'
- It's Always Fair Weather (1955) као Џеки Лејтон
- Meet Me in Las Vegas (1956) као Марија Корвије
- Silk Stockings (1957) као Ниночка Јошенко
- Twilight for the Gods (1958) као Шарлот Кинг
- Party Girl (1958) као Вики Гаје
- Black Tights (1960) као бароница Сандра
- Five Golden Hours (1961) као супруга
- Two Weeks in Another Town (1962) као Карлота
- Something's Got To Give (1962, кратки, некредитована) као Бјанка Арден
- Assassination in Rome (1965) као Шели Норт
- The Silencers (1966) као Сарита
- Maroc 7 (1967) као Луиз Хендерсон
- Film Portrait (1972, документарни филм) као она сама
- Won Ton Ton, the Dog Who Saved Hollywood (1976) као председникова девојка 4
- Warlords of Atlantis (1978) као Атсил
- Swimsuit (1984, направљено за телевизију)
- Visioni private (1989) као она сама
- That's Entertainment! III (1994) као она сама
- Empire State Building Murders (2008) као Вики Адамс

Кратке улоге:
- Rhumba Serenade (1941)
- Poeme (1941)
- I Knew It Would Be This Way (1941)
- Did Anyone Call? (1941)
- Magic of Magnolias (1942)
- This Love of Mine (1942)
- 1955 Motion Picture Theatre Celebration (1955) као она сама (некредитована)

Телевизија:
- What's My Line? – Епизода посвећења Фреду Алену, емитована 18. марта 1956.[18]
- Medical Center – Сезона 6, епизода 16, „Нема пута кући“ (1975) као Валери
- Hawaii Five-O – Сезона 11, Епизода 7, „Маска смрти“ (1978) као Алиша Ворен
- Murder, She Wrote – сезона 2, епизода 1, "Widow, Weep for Me" (1985) као Мирна Монтклер Лерој
- Frasier – сезона 3, епизода 7, "The Adventures of Bad Boy and Dirty Girl" (1995) као Поли (глас)

## Позориште
- Les Poupées de Paris (1962) (само глас)
- A Two Act Revue (1964)
- Illya Darling (1968)
- Can-Can (1969)
- Damn Yankees (1969)
- No, No, Nanette (1972)
- Greenwich Village Follies of 1923 (1981)
- Cactus Flower (1983)
- Charlie Girl (1986)
- Grand Hotel (31. децембар 1991 до 25. априла 1992)

## Музички спотови
- "I Want to Be Your Property" од стране Плавог Мерцедеса (1988)
- "Alright" од стране Џенет Џексон (1990)